# Frank Miller (Politiker)
Frank Stuart Miller, O.Ont (* 14. Mai 1927 in Toronto; † 21. Juli 2000 in Bracebridge) war ein kanadischer Politiker und 1985 für vier Monate der 19. Premierminister der Provinz Ontario.

## Leben
Frank Miller wurde in Toronto geboren und schloss 1949 an der McGill University in Montreal ein Studium in  Chemieingenieurwesen ab. Nach seiner beruflichen Laufbahn begann er 1967 seine politische Karriere als Mitglied des Stadtrats von Bracebridge. 1971 bewarb er sich für die Provinzwahlen. Er trat als Kandidat der Progressive Conservative Party of Ontario für den Wahlbezirk Muskoka an und wurde in die Legislativversammlung von Ontario gewählt. In der Folge wurde er bei den Wahlen 1975, 1977, 1981 und 1985 jeweils wiedergewählt.
Am 26. Februar 1974 trat er als Gesundheitsminister der Regierung unter Bill Davis bei. Er plante eine Reihe kleinerer Krankenhäuser zu schließen und die städtischen Gesundheitseinrichtungen zusammenzufassen, was auf starken Widerstand in der Opposition stieß. Am 3. Februar 1977 wurde Miller Minister für natürliche Rohstoffe und am 16. August 1978 Wirtschafts- und Finanzminister. Als Finanzminister widersetzte er sich 1981 dem Verkauf von Suncor und machte von dieser Frage seinen Rücktritt abhängig.
Mit dem Rücktritt von Bill Davis als Premierminister konnte sich Frank Miller innerhalb seiner Partei gegenüber Larry Grossman, Roy McMurtry und Dennis Timbrell für den Parteivorsitz behaupten und beerbte Davis am 8. Februar 1985 auch als Premierminister. Dennoch hatte Miller Mühe, unter seinen Gefolgsleuten für Eintracht und Ruhe zu sorgen. Sein Auftreten wirkte unbeholfen und verkörperte für manche ein rustikal-rückständiges Image. Seine Partei ging mit einem komfortablen Vorsprung von 55 % in die Wahlen am 2. Mai 1985. Allerdings löste er durch einen Fernsehauftritt mit dem Parteichef der Liberalen, David Peterson, und dem Führer der Ontario New Democratic Party (NDP), Bob Rae, eine Kontroverse aus, die seinem öffentlichen Ansehen schadete. Dazu kam, dass Miller einen Beschluss von Davis zur Trennung der staatlichen Förderung von katholischen separate schools umsetzen musste. Selbst viele Parteimitglieder verweigerten Miller die Gefolgschaft, so dass er die Wahl im Mai nur mit knappen Vorsprung von vier Sitzen vor den Liberalen für sich behaupten konnte. Miller konnte keinen Koalitionspartner finden, so dass nach mehrwöchigen Verhandlungen die NDP einer von den Liberalen geführten Minderheitsregierung zustimmte. Am 26. Juni 1985 endete Millers Amtszeit nach nur vier Monaten durch ein Misstrauensvotum und gleichzeitig die 42 Jahre dauernde Dominanz der PC Party in Ontario.
Wenige Monate später legte Miller auch sein Mandat als Parteivorsitzender nieder, sein Nachfolger wurde im November 1985 Larry Grossman. Anfang 1986 gab er auch den Posten als Oppositionsführer auf. Nach seinem Ausscheiden aus der Legislativversammlung wurde er Vorsitzender der Muskoka District Municipality. Frank Miller starb 73-jährig im Jahr 2000 an Herzversagen.